# John « Red » Hamilton
Pour les articles homonymes, voir John Hamilton et Hamilton.
John « Red » Hamilton (27 août 1898 - 30? avril 1934), ou parfois « Three Fingered Jack » était un criminel et un braqueur de nationalité canadienne, actif au début du XXe siècle, surtout connu pour avoir été un complice de John Dillinger. Son surnom de « Red » est dû à ses cheveux roux, tandis que celui de « Three Fingered Jack » fait référence à deux doigts amputés à sa main droite.

## Biographie

### Jeunesse et débuts criminels
John Hamilton naît en 1898 à Bying Inlet en Ontario d'un père Canadien, John Sr., et d'une mère new-yorkaise, Sarah Edmonds. Sa famille déménage à Sault St. Marie dans le Michigan alors qu'il est encore un jeune garçon. Il perd une partie de son majeur et de son index droit lors d'un accident impliquant un train de marchandise, ce qui lui vaudra parfois le surnom de « Three Fingered Jack ». En 1921, il épouse Mary Stevenson dont il a deux fils, Howard et Orville. Mary décédera en 1930 d'un cancer. En 1924, il est arrêté à Detroit pour bootlegging. Il prétend alors qu'il a de l'argent à la banque pour payer son amende et les policiers lui font confiance et le laissent partir. Il ne reviendra jamais. Alors en fuite, Hamilton devient un membre du Stevenson Gang. Le 20 juillet 1925, il participe à son premier vol connu en dérobant, avec ses compagnons, les payes de la Lakey Foundry Company de Muskegon Heights dans le Michigan.

### Évasion
Le 16 mars 1927, il est jugé coupable de vol à main armée dans une station service dans le comté de St. Joseph dans l'Indiana, et est condamné à 25 ans d'emprisonnement. Alors qu'il est incarcéré à la prison d'État de l'Indiana à Michigan City, Hamilton se lie d'amitié avec de nombreux et éminents braqueurs de banque, tels que John Dillinger, Russel Clark, Charles Makley, Harry Pierpont et Homer Van Meter,.
Dillinger est libéré sur parole en mai 1933, mais jure de libérer ses amis, et fait parvenir des carabines à Hamilton, Makley, Pierpont, Clark et plusieurs autres condamnés. Le 26 septembre 1933, un total de dix hommes armés, dont Hamilton, s'échappe par la porte principale de la prison d'État de l'Indiana.

### Frénésie de crimes
Peu après l'évasion, le gang apprend que Dillinger a été arrêté entre-temps pour braquage de banque et qu'il est détenu à la prison du comté d'Allen à Lima dans l'Ohio. Déterminés à libérer Dillinger, le gang a besoin d'argent pour financer l'évasion. Le 3 octobre 1933, le gang attaque la First National Bank de St. Marys dans l'Ohio, et s'échappe avec $14,000.
Neuf jours plus tard, Hamilton accompagne Charles Makley, Harry Pierpont, Russel Clark et Ed Shouse à la prison de Lima où Dillinger est enfermé, mais il n'entre pas dans le bâtiment, et ne participe pas au meurtre de Jesse Sarber, sherif de l'Ohio, commis par Makley et Pierpont. 
Le 13 décembre 1933, Hamilton et plusieurs autres gangsters effectuent l'attaque à main armée d'une banque de Chicago, dans le but de vider ses coffres, rapportant au gang autour de $50,000. Le jour suivant, après que Hamilton ait laissé sa voiture dans un garage de Chicago pour un travail sur la carrosserie, le mécanicien appelle la police, faisant part de ses soupçons selon lesquels cette voiture est une « voiture de gangster ». Lorsque Hamilton revient chercher sa voiture et qu'il tombe sur le sergent William Shanley et deux autres policiers l'attendant pour le questionner, il ouvre le feu, tuant Shanley, et parvenant à échapper aux deux autres policiers.
Le 15 janvier 1934, Hamilton, Dillinger et Harry Pierpont braquent une banque à East Chicago dans l'Indiana, pour $20,376. Durant le braquage, William O'Malley, gardien de la paix de l'Indiana, est abattu. Dillinger est officiellement accusé de ce meurtre, mais plusieurs témoins désigneront Hamilton comme étant le tireur. Vers la fin de l'année, Hamilton se retrouve en troisième position sur la liste de l'Indiana des ennemis publics, après Dillinger et Pierpont.
Hamilton, lui-même touché durant le braquage de East Chicago, est laissé aux soins du médecin de la pègre Joseph P. Moran, alors que Dillinger et les autres se dirigent vers Tucson en Arizona, où ils sont appréhendés par les autorités. Dillinger parvient à s'échapper encore une fois, et rassemble un nouveau gang composé de Hamilton, Homer Van Meter, Tommy Carroll, Eddie Green, et de Baby Face Nelson.
Hamilton accompagnera par la suite le gang dans une série de lucratives mais chaotiques attaques à main armée. Durant le braquage d'une banque à Mason City dans l'Iowa, Hamilton est blessé encore une fois, bien qu'il porte un gilet pare-balle. Alors qu'ils sont les objets d'une chasse à l'homme massive et d'une campagne médiatique, Hamilton et Dillinger font une visite discrète à la maison de la sœur de Hamilton à Sault Ste. Marie, dans le Michigan, le 17 avril. Après être retourné à Chicago, le gang se retire au centre de loisir de Little Bohemia près de Rhinelander dans le Wisconsin. Le 22 avril, l'endroit est envahi par le F.B.I. sous la direction de Melvin Purvis, qui a reçu un tuyau sur la localisation du gang. Un civil est tué, et deux autres blessés. Le gang, suivant un plan d'évasion qu'il avait élaboré plusieurs jours auparavant, parvient à s'échapper au complet.

### Mort et rumeurs
Un jour plus tard, le 23 avril, Hamilton, Dillinger et Van Meter sont de nouveau confrontés aux autorités près de St. Paul dans le Minnesota, et une autre fusillade s'ensuit. Hamilton est mortellement blessé par une balle alors que lui et le reste du gang s'échappent en voiture. Le gang l'emmène à nouveau voir le docteur Moran à Chicago. Pour une raison inconnue, Moran refuse de soigner Hamilton. Dillinger cache alors Hamilton mourant chez Volney Davis et Edna Murray à Aurora (près de Chicago) dans l'Illinois. On suppose que Hamilton est mort le 30 avril 1934. Dillinger et Davis enterrent leur ami. À cette occasion, Dillinger aurait recouvert le visage et les mains de Hamilton de soude caustique, afin d'entraver d'éventuelles tentatives d'identifier le corps.
Ne sachant pas encore qu'Hamilton est mort au moins trois semaines auparavant, les autorités le mettent en accusation le 19 mai pour avoir caché des fugitifs. La sœur de Hamilton est condamnée pour la même charge, et passe une courte période en prison. La tombe de Hamilton est découverte le 28 août 1935, le corps est identifié à partir d'empreintes dentaires comparées à celles faites à la prison d'État de l'Indiana.
Il y avait à cette époque plusieurs rumeurs persistantes selon lesquelles Hamilton était toujours en vie. Le F.B.I. reçut de nombreuses indications de personnes déclarant avoir vu ou eu des nouvelles de Hamilton. Même le neveu de Hamilton maintint qu'il avait personnellement rendu visite à son oncle au Canada alors qu'il était supposé mort. Cependant, aucune preuve de sa survie n'a jamais été découverte.

## Dans la culture populaire
- Dans le film de 1965, Young Dillinger, John Hamilton est interprété par Dan Terranova.
- Dans le téléfilm de 1991 Dillinger, le rôle de Hamilton est joué par John Philbin
- Le dernier jour d'Hamilton est le sujet de la nouvelle de Stephen King The Death of Jack Hamilton (en français La mort de Jack Hamilton), publiée dans le recueil Everything's Eventual (en français Tout est fatal).
- Dans le film de 2009 Public Enemies, c'est l'acteur Jason Clarke qui joue le rôle de Hamilton.